# Beni Mellal
Beni Mellal (arabsky: بني ملال; berbersky: ⴰⵢⵜ ⵎⵍⵍⴰⵍ), je město ve středním Maroku ležící na úpatí pohoří Střední Atlas, na hranicích nížiny Tadla. Podle všeobecného sčítání lidu v roce 2014 mělo 192,676 obyvatel a je hlavním městem a metropolí regionu Beni Mellal-Khénifra. Beni Mellal prošel ve druhé polovině 20. století výrazným demografickým růstem a těží ze statusu správního města, z bohatství zemědělské půdy a také z nového statusu univerzitního města.

## Historie
Počátky historie města sahají do roku 1688, kdy sultán Mulaj Ismail zahájil v místě dnešního města výstavbu kasb a hradeb, od té doby docházelo k rozšiřování opevněného města a to až do roku 1916, kdy pod vlivem francouzského kolonialismu došlo k zbourání hradeb, začalo moderní plánování a byla zahájená migrace z vesnic v okolí, čímž došlo k velkému nárůstu počtu obyvatel.

## Památky
- Medína, jedna ze 31 zachovalých marockých medín, ve které žije stále více než 16000 obyvatel.[4]

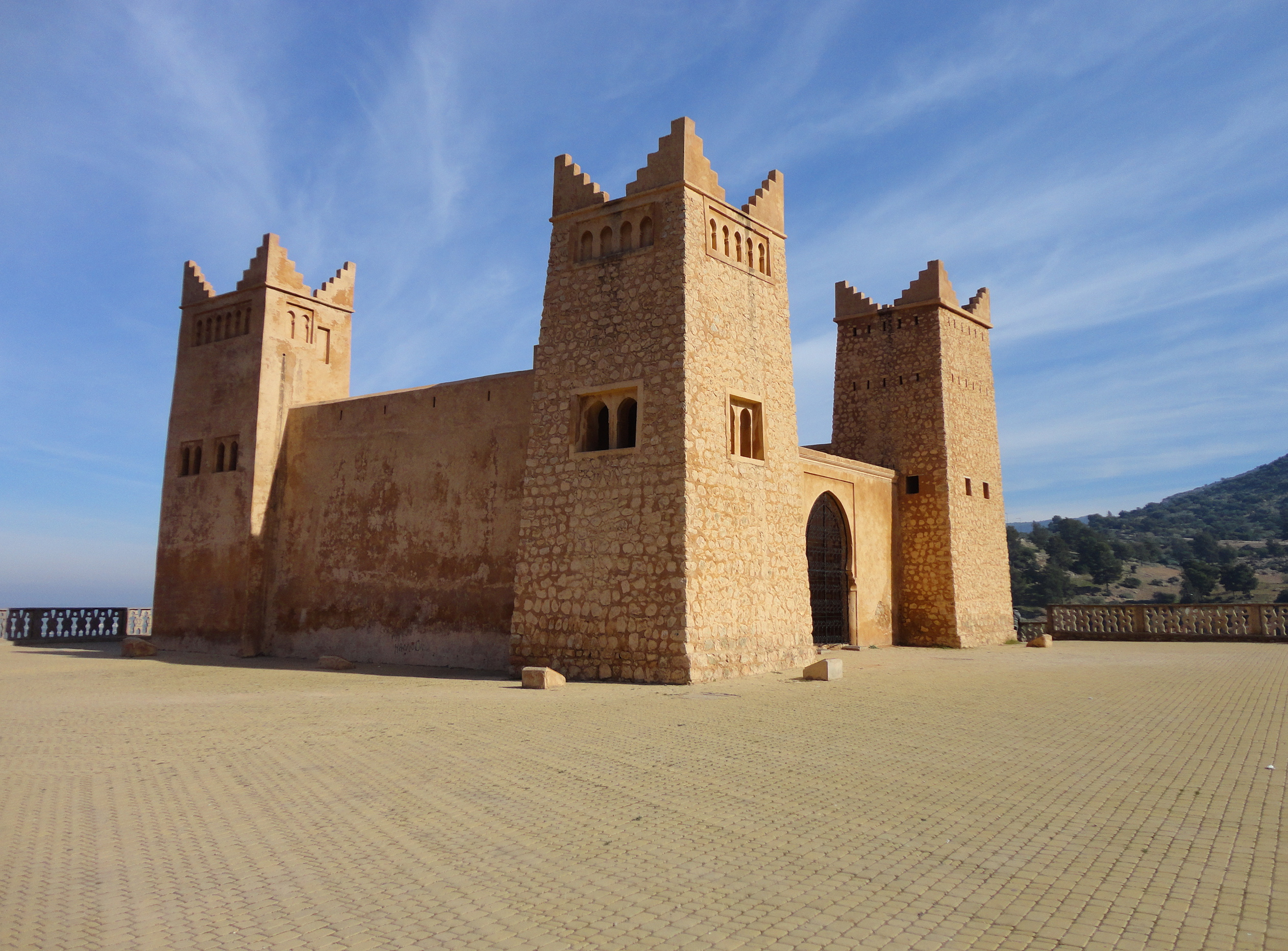
Kasba Aïn Asserdoune, kasba ze 17. století stojící zde od počátku novodobého města. Ve 20. století prošla rekonstrukcí.
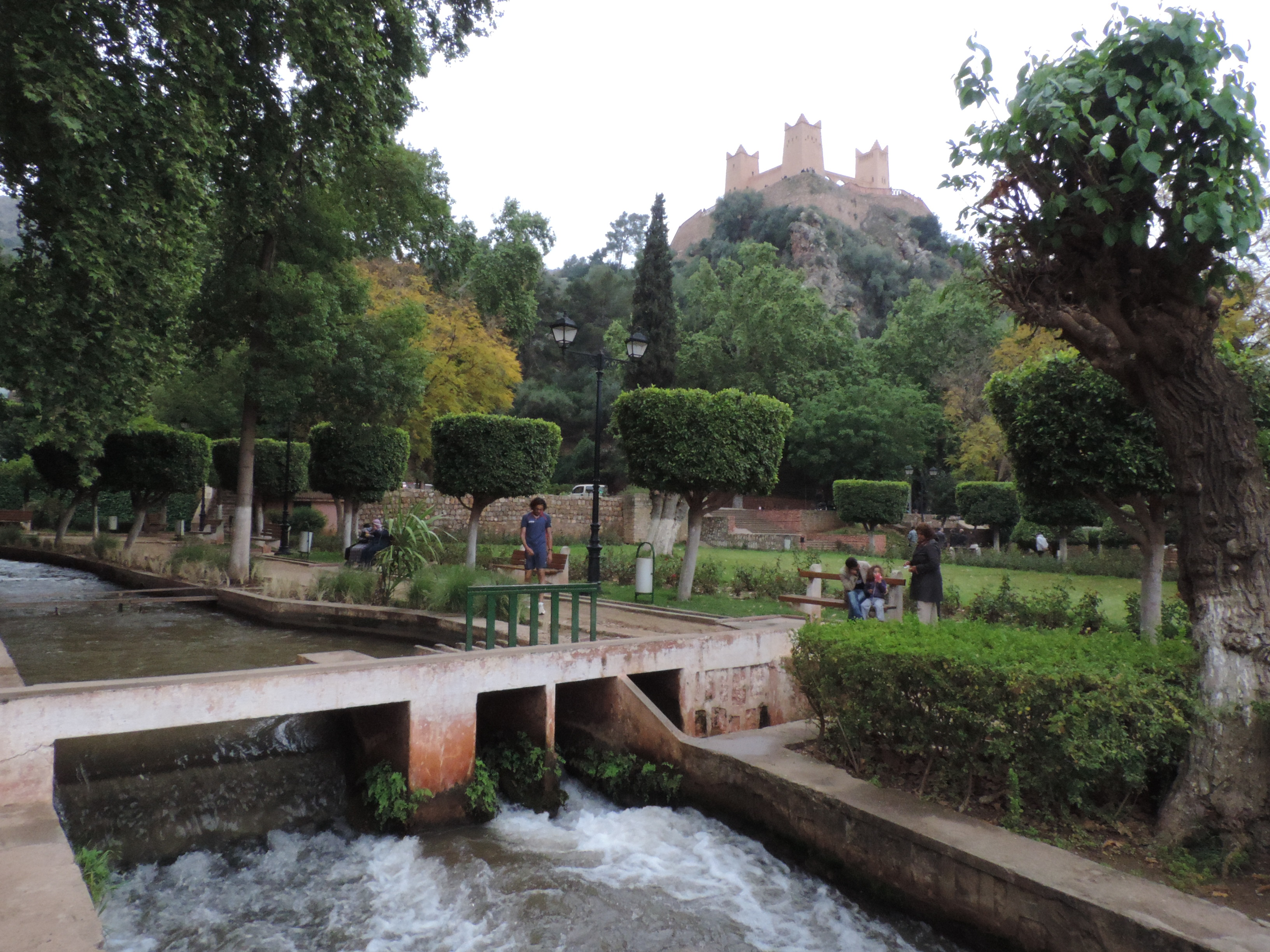
Zahrady Aïn Asserdoune, zahrady rozkládající se pod stejnojmennou kasbou.  - Kasba Aïn Asserdoune
  - Zahrady Aïn Asserdoune

## Infrastruktura

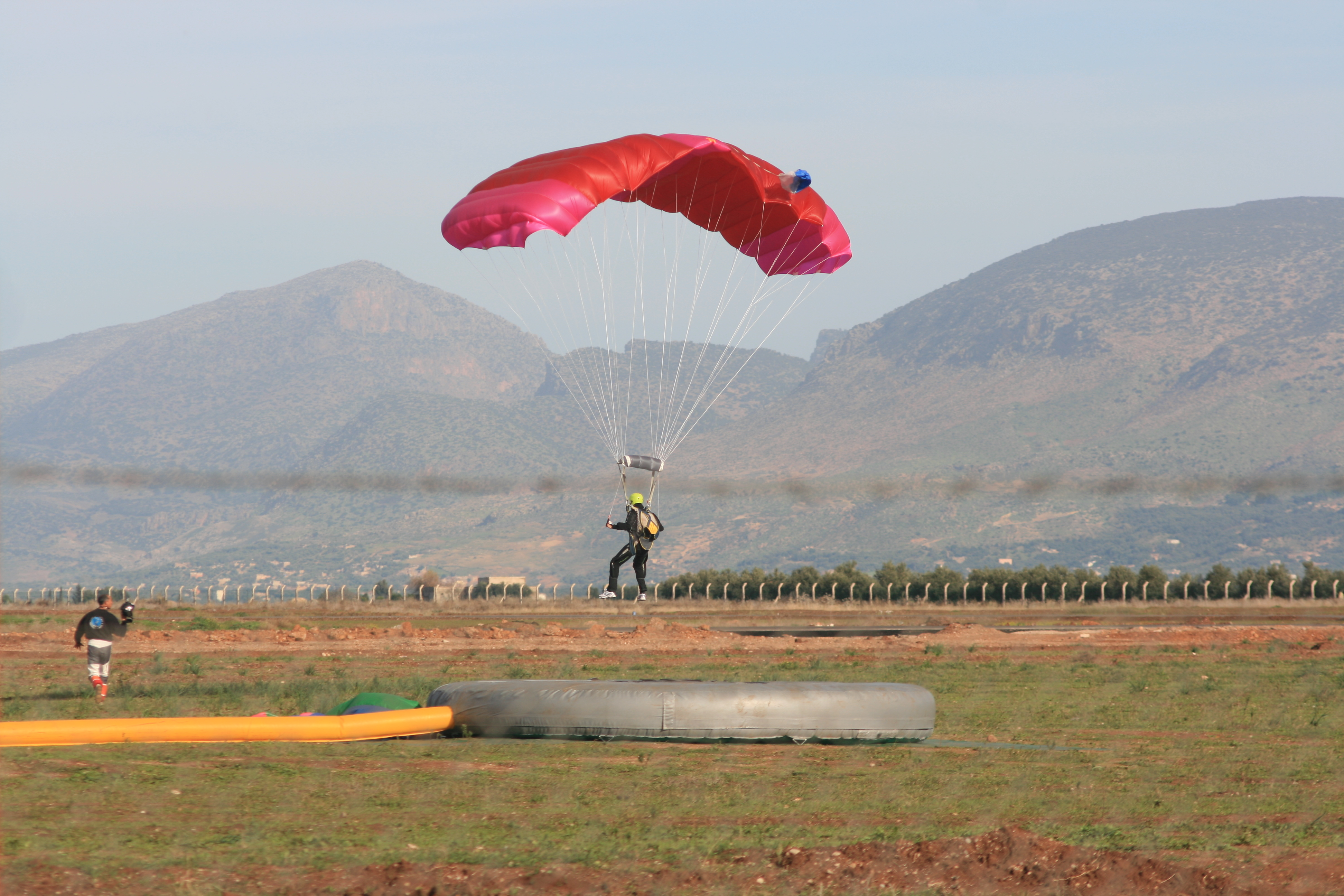
Letiště v Beni Mellal

Beni Mellal se nachází na křižovatce dvou hlavních státních silnic: N8 spojující As-Sawíru s Marrakéší a Fesem a N11 spojující Beni Mellal s Casablancou. Ve městě se též nachází malé regionální letiště, sloužící v poslední době zejména pro nácvik parašutismu.